# Arizelocichla kakamegae
Arizelocichla kakamegae (syn: Arizelocichla masukuensis kakamegae) és una espècie d'ocell de la família dels picnonòtids (Pycnonotidae). Es troba a República Democràtica del Congo, Uganda, Kenya i Tanzània. Els seus hàbitats principals són els boscos tropicals i subtropicals de frondoses secs i els boscos tropicals i subtropicals de frondoses humits de l'estatge montà.

## Taxonomia
Segons la llista mundial d'ocells del Congrés Ornitològic Internacional (versió 13.2, juliol 2023) aquest tàxon tindria la categoria d'espècie. Tanmateix, altres obres taxonòmiques, com el Handook of the Birds of the World i la quarta versió de la BirdLife International Checklist of the birds of the world (Desembre 2019), el consideren encara una subespècie del bulbul verdós de Shelley (A. masukuensis kakamegae).